# لیوان سندز
لیوان سندز (انگلیسی: Leevan Sands؛ زادهٔ ۱۶ اوت ۱۹۸۱) ورزشکار دو و میدانی اهل باهاما است.
وی در مسابقات کشوری و بین‌المللی در مجموع برندهٔ ۱ مدال برنز شده‌است.